# 寶覺禪寺
24°09′34″N 120°41′17″E / 24.159476°N 120.688162°E
寶覺禪寺，簡稱寶覺寺，是位於臺灣臺中市北區金龍里的臨濟宗佛寺，1928年創建，山號「正法山」，日治時代的山號「鷲屏山」，開山者為東海宜誠禪師，首任主持妙禪法師，臺日二戰軍人與遺屬會來此祭祀，也為日本觀光客旅遊地點。

## 沿革

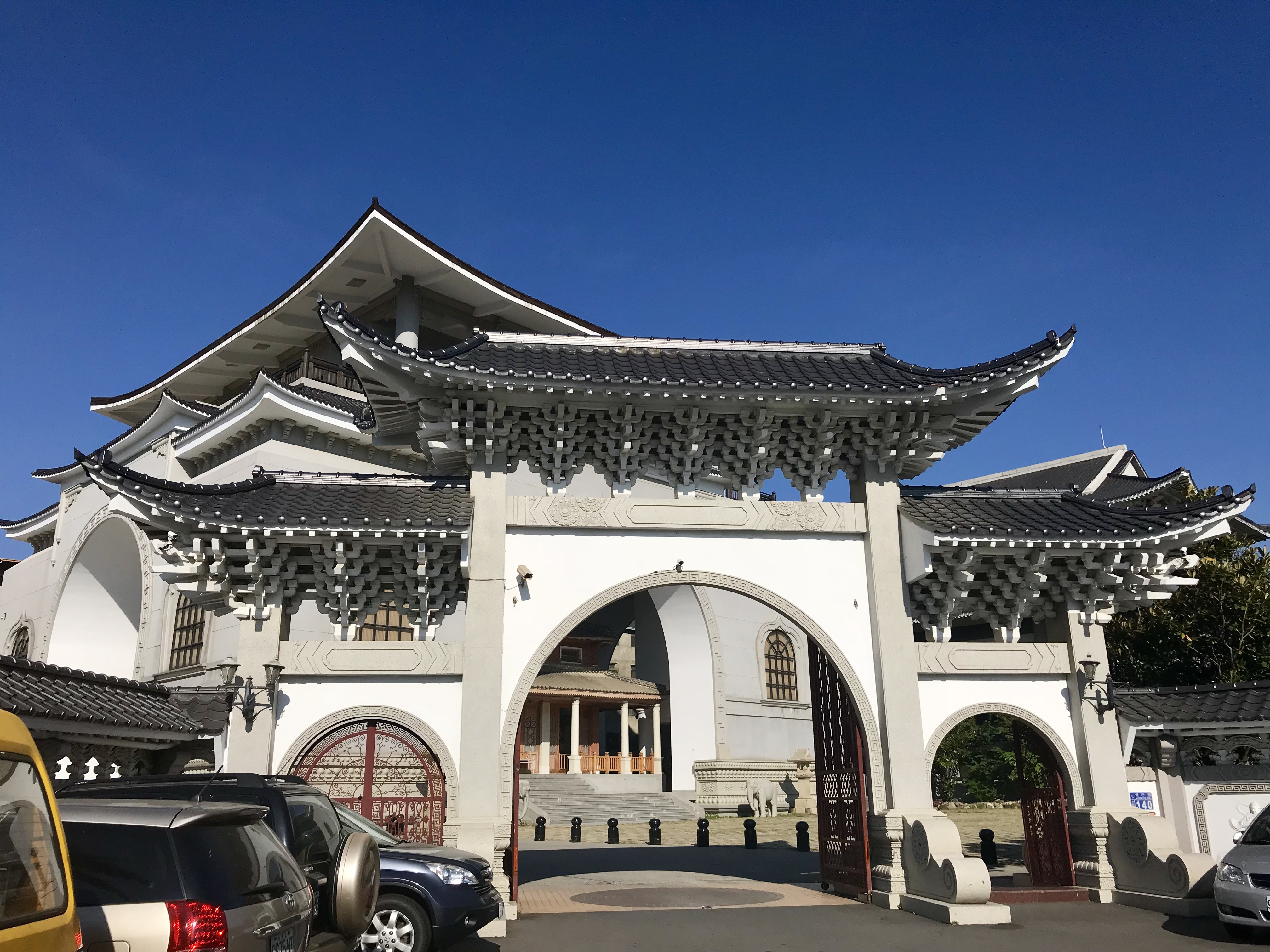
牌樓

臺灣日治時期，臨濟宗妙心寺派以臨濟護國禪寺為根本道場，在臺灣各地建立布教所、寺廟。
此寺創建於1928年，東海宜誠禪師發起興建，山號「鷲屏山」。建寺蒙地方人士賴屘結、賴天生等人協助。首任主持有「藝僧」雅稱的妙禪法師。寺方在日治時期就創辦佛學院、幼稚園。1929年受妙心寺派任可。
戰後，主持先後由師承東瀛的宗心及心觀擔任，所以該寺有許多臨濟宗的氣質。宗心任內曾辦過國文講習班，並發行佛學雜誌《覺群週刊》，自己擔任發行人，後改名為「覺生月刊」。1954年10月17日，大悲講堂落成，將軍孫立人妻子張晶英（孫張清揚）剪綵，芳澤謙吉大使贈送刻有「篤敬三寶」的方形木刻板。1964年，宗心發動興建一座彌勒大佛，直至1975年12月興建完工。
主持心觀任內，特別重視軟體設施的推展，成立教唱詩歌、宏揚佛法的觀音會、每月放生飛禽龜鱉的放生會、幫助貧苦的救濟會、表揚孝道的孝子會等。
1987年，位在健行路140號的寺方計畫動用三千萬元經費重新整建，該年3月先鳩工興建山門並整修圍牆。寶覺寺管理委員會幹事人員稱之為「護產建設」，因為多年來該寺許多寺產遭竊，遂圍牆保護，並將已整修兩年餘的民俗文物館將改為圖書館及教孝館。

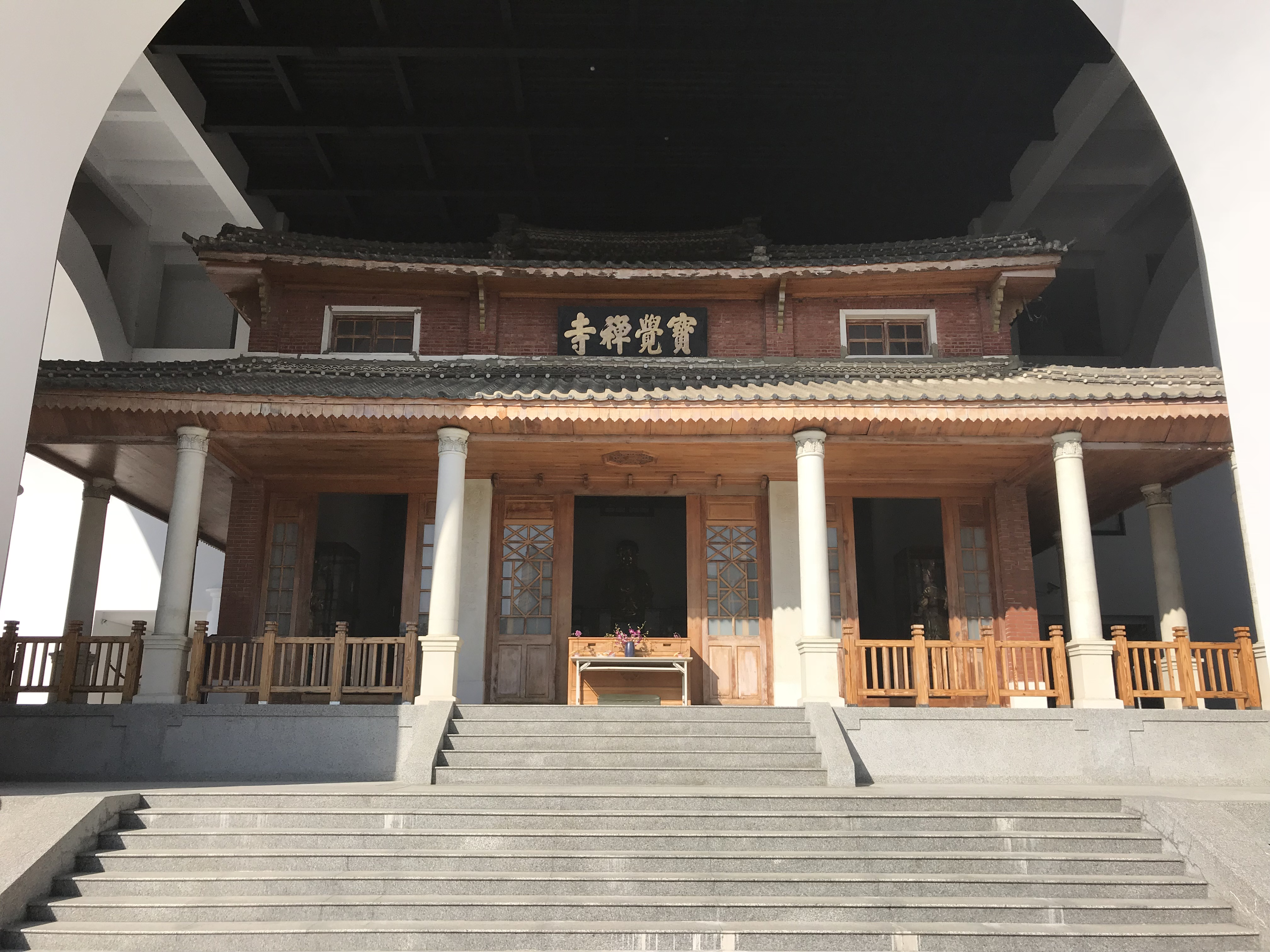
舊殿

## 觀光

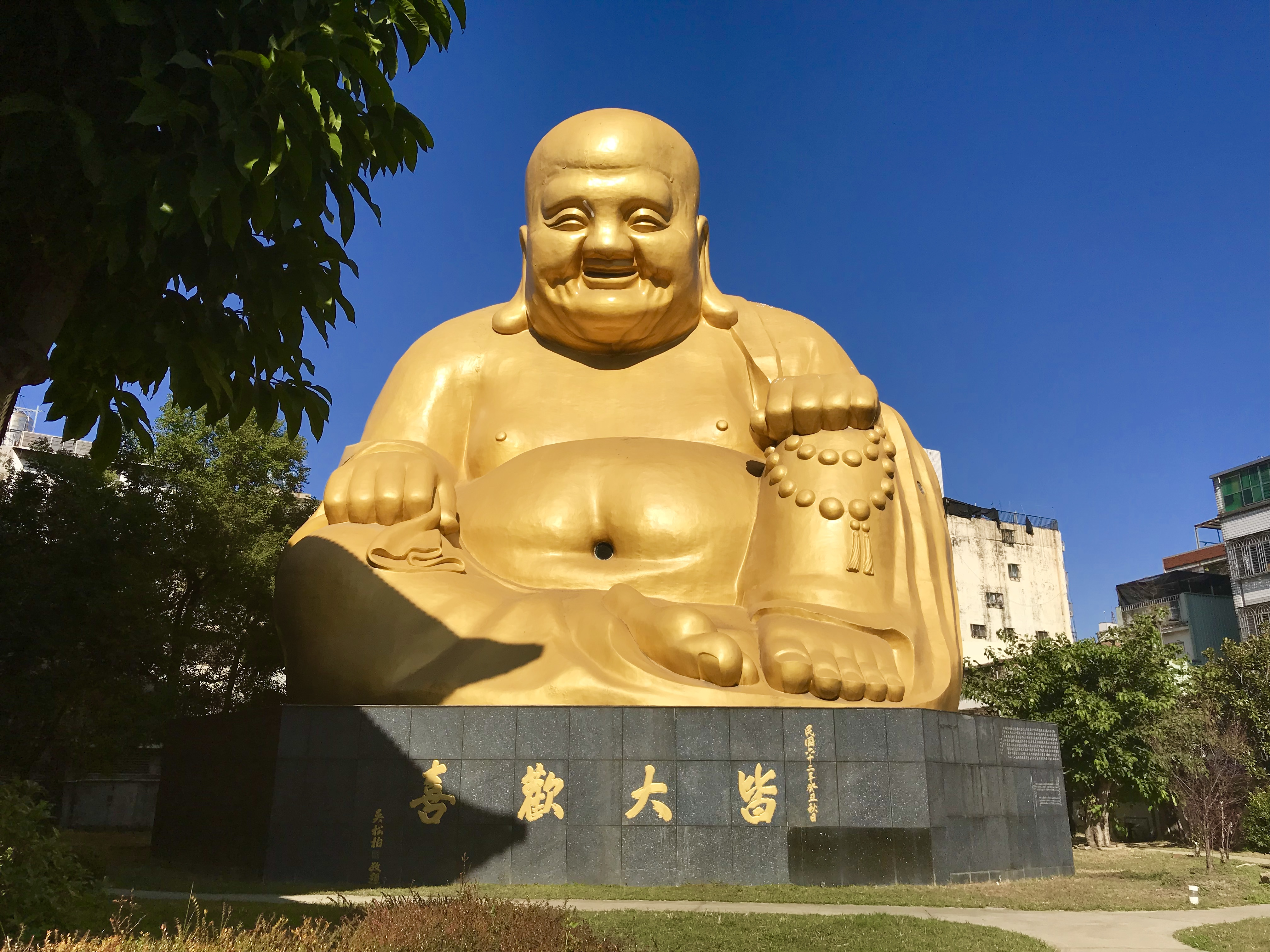
彌勒大佛

在1952年報導時，記者稱讚寶覺寺在中台灣觀光上，僅次於日月潭、八卦山。當時此寺周圍還是田野，但已有公車可到。寺地約高於台中市區有四十公尺，佔地約在十五畝以上。寺身被記者以「建築雄偉外觀壯麗」來形容，左殿則設佛學圖書館，在正殿右前方還有七層寶塔，塔下設置假山、水池、和幾座石椅桌，插植著松柏和矮樹，還有紀念石碑等。
1987年媒體報導說該寺一直是日本人來臺參觀數最多的廟寺，並介紹寺內特色有大悲講堂的解夢觀音（日语：夢違観音，ゆめちがいかんのん）像、友愛鐘樓、彌勒大佛、護兒地藏王菩薩像。記者朱復良也寫佛誕日時，不少日本人會來，除首推彌勒大佛，也推薦三寶佛、七寶塔、勸孝碑可看。像是從搭郵輪到台中港的日本遊客會到此、森喜朗也來祭拜過。至於旅行社導遊出身、當地金龍里里長姚士偉在2010年接受訪問時透露，寶覺寺每日都吸引一兩百名日本觀光客參觀。

### 大梵鐘
朱復良在1998年採訪時，寺內有三座日本人奉獻的鐘，一是日本臺灣總督獻贈的梵鐘、二是日本慰靈塔建設會贈送的友愛鐘、三是戰後千餘日人集資鑄造的赤銅古鐘。友愛鐘在1966年12月7日舉行落成，由該寺主委林天發主持、臺灣中部警備司令鮑步超剪綵、駐中華民國大使島津久大啟鳴。寺方為友愛鐘，還特地興建一座樓高四層的鐘樓，並請何應欽親題門匾。赤銅古鐘，由堀部二三男發起，千名多日本人捐助，重七百四十公斤，鐫著「友愛永傳」，懸掛於友愛鐘樓樓頂，1971年1月2日落成，由內政部長徐慶鐘主持儀式。

### 菩薩像

和平觀音亭聖觀音像

寶覺寺為台灣三十三觀音靈場的第十番，供奉孝養觀音，但學者釋永東調查時該像已失蹤。
此寺收藏的解夢觀音又稱為「和平觀音」，二次大戰結束時日本複製多尊贈送各地。寶覺寺所獲得的，原為全日本佛教會在1954年所贈。次年護送玄奘靈骨來臺灣的日本僧團也帶來一尊同樣稱呼的木雕觀音像，而引起是否為日本國寶的爭紛。而寶覺寺的材質為黑銅質。次年，中國佛教會將該尊木質的觀音像贈送給獅山勸化堂供奉。中華民國台灣省佛教分會、中華民國總統府也有獲贈。
至於護兒地藏王菩薩，為妙心寺大本山在1973年12月贈送，像高8尺。該像供祀置地藏亭中。

### 巨佛像
該寺的彌勒大佛是臺中市第一座大佛像。1964年，由崑崙行老闆吳崑崙發起，由丸山布行老闆吳松柏擔任興建委員會長，與住持宗心、貴臨電料行總經理王圭林、仁愛醫院院長廖泉生、金永裕行老闆王庚海、聯明電業總社經理翁茄苳、月夜冰室老闆林來福、泰山橡膠公司董事長蔡和榮等人，捐獻鉅款，並分各界捐募經費，聚集二百萬元開工在寺右側前面空地興建。不只台日兩方仕紳、海外僑胞捐助，連女工都以分期付款方式捐贈，在開始興建時不久就已吸引遊客搭乘遊覽車前來。 市長林澄秋任內，現有7公尺道路拓建為20公尺柏油路，以方便觀光客前來觀賞大佛。
大佛座地500坪、寬10丈、像身高88台尺、連同基座高100台尺。材質為水泥，基座上題著「皆大歡喜」四字。內部有七樓，從一樓到七樓的用途分別是民俗畫廊、民俗綜合館、古街館、農村館、民屋館、山地館、佛教館。余如季曾為兩位兒子拍攝與大佛合照的相片。早期像並不是金色，1990年重修時塗成金色。該像也是日本作家久正人作品《信長之槍》首集的取景之一。

### 俳句碑
寺有俳句詩人羽田岳水的俳句碑，上面寫「在菩提樹花下彌勒佛的微笑」，立於2008年10月30日。羽田岳水在日治時期在臺灣就讀師範學院，畢業後在今自由路上的居仁國中的前身任教。他返回日本後，成立燕巢詩社，也會回臺灣與臺灣籍學生聚會。
2018年，十五位日本詩人組團來臺灣見九旬的俳句詩人李錦上，就在此碑合照。

## 祭祀

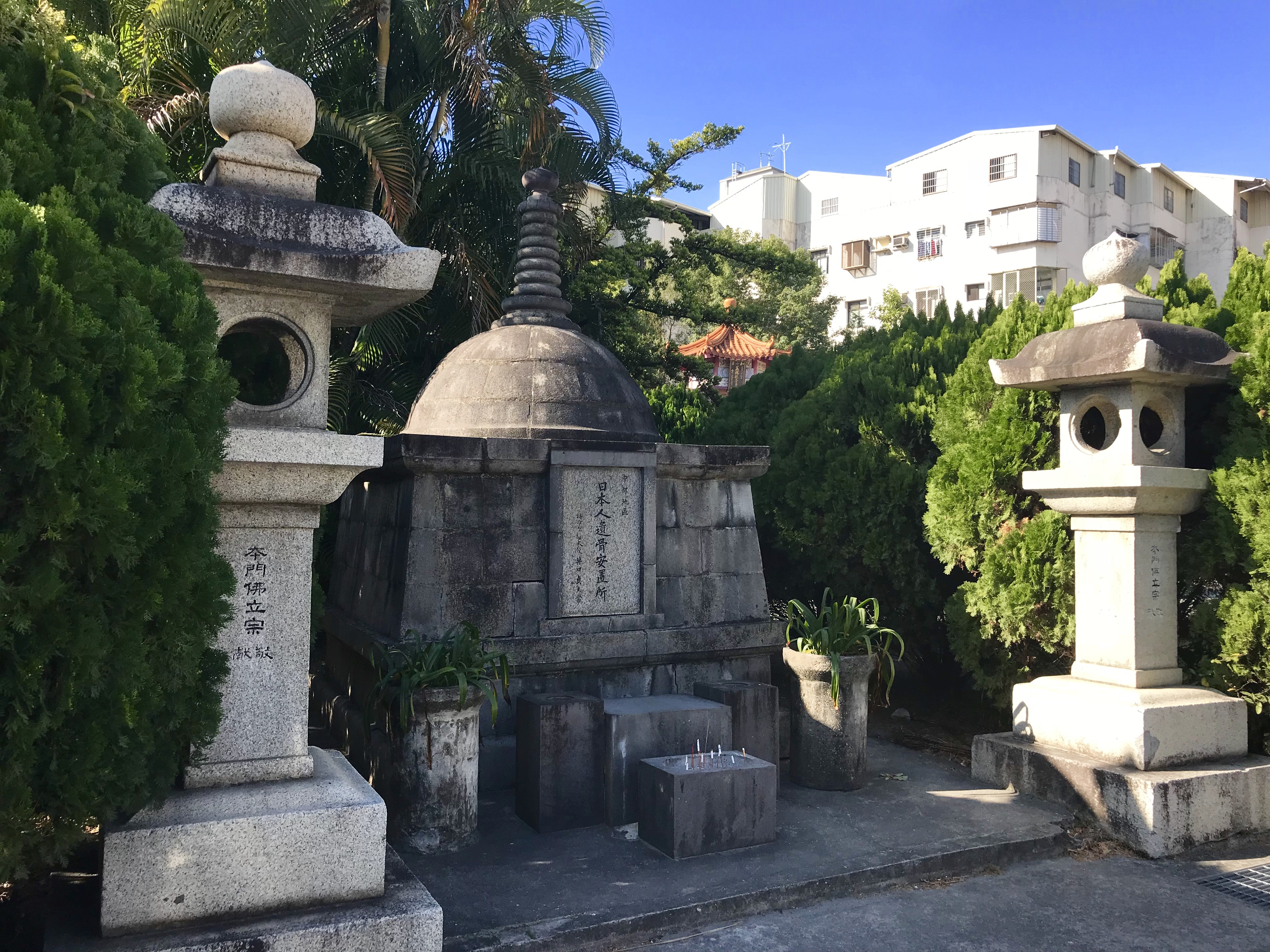
日本人遺骨安置所

### 日本人與臺籍日本兵
該寺的七寶塔有日治時期生活過的日本人遺骨。像是曾有作家楊逵的好友、日本警察入田春彥的遺骨，後由熊本縣的遺族帶回日本。
1957年，前臺灣總督、海軍大將長谷川清，整理臺灣各地日人墳墓及遺骨，4年後分別在臺灣北、中、南三地興建遺骨安置所。而宗心在寺中闢建安置日本人遺骸的墓園，讓在臺日人於每年歲末集合寺中舉行追悼法會。
寺中的遺骨同時包含了二次世界大戰身亡的台籍日本兵與日本兵。名為「台灣台日海交會」的台籍日本兵組織與稱作「日華(台)親善友好慰靈訪問團」的日本海軍軍人與遺屬組織，會於寺集合共同舉行慰靈祭，固定於11月24日舉行會前會，25日正式舉行祭典。在祭祀時，日方的慰靈團會有隨團記者，還有一組四人穿著二戰期間日本海軍制服的小儀隊作表演。在升旗儀式時，先升日本國旗、再升青天白日滿地紅旗，最末升日本海軍旗。
學者翁佳音在此寺法會上結識了曾擔任日軍通譯的張子涇，進而於1989年替後者傳記〈海南遺恨：台籍原日本兵回憶錄〉翻譯成中文，連載於《自立早報》上。台日兩方的海交會、南星會，還曾共同募款作紀念碑、和平觀音亭。1990年11月25日舉行慶成典禮儀式，台、日人士1000多人參加，由總統李登輝在紀念碑題頒「靈安故鄉」，謝東閔及黃尊秋等人也題頒「魂歸故土」等輓額。當時台日團體參加靈安故鄉碑落成時，談及要為高砂義勇隊在烏來設碑，於是以伊庭野政夫為首的日人就積極在日本募款，台灣的周麗梅等人也組織了名為「烏來高砂義勇隊紀念協會」的組織全力配合，終於在1992年設立。
2010年來臺灣環島的大櫻建設社長橫山宏吉，亦曾到此寺弔念。

### 其他眾生
寺方讓民眾作彼岸會的時間分為春祭、秋祭。也收容戰後時期民眾的骨灰。在1992年報導時，該寺的納骨塔租金是中部地區寺廟中最高價的，一骨灰位七十萬元，而最便宜的是五萬元的台中市圓覺寺，普濟寺平均骨灰位行情也在廿萬元左右。
國軍退除役官兵輔導委員會也曾於此寺祭祀歷年亡故榮民。